# Scottish Third Division 2008-2009
La Scottish Third Division 2008-2009 è stata la 15ª edizione del torneo e ha rappresentato la quarta categoria del calcio scozzese.

## Squadre partecipanti
In seguito allo scioglimento del Gretna, venne ammessa dalla SFA l'Annan Athletic, squadra dell'East of Scotland Football League per rimpiazzarla.
| Squadra            | Città              | Stadio              | Posizione 2007-2008                                               |
| ------------------ | ------------------ | ------------------- | ----------------------------------------------------------------- |
| Albion Rovers      | Coatbridge         | Cliftonhill Stadium | 7º posto                                                          |
| Annan Athletic     | Annan              | Galabank Stadium    | in East of Scotland Football League, ammessa dalla SFA            |
| Berwick Rangers    | Berwick-upon-Tweed | Shielfield Park     | 10º posto in Scottish Second Division 2007-2008                   |
| Cowdenbeath        | Cowdenbeath        | Central Park        | 9º posto in Scottish Second Division 2007-2008, perdente play-out |
| Dumbarton          | Dumbarton          | Boghead Park        | 8º posto                                                          |
| East Stirlingshire | Falkirk            | Firs Park           | 9º posto                                                          |
| Elgin City         | Elgin              | Borough Briggs      | 6º posto                                                          |
| Forfar Athletic    | Forfar             | Station Park        | 10º posto                                                         |
| Montrose           | Montrose           | Links Park          | 3º posto                                                          |
| Stenhousemuir      | Stenhousemuir      | Ochilview Park      | 5º posto                                                          |

## Classifica finale
|  | Pos. | Squadra            | Pt | G  | V  | N  | P  | GF | GS | DR  |
|  | ---- | ------------------ | -- | -- | -- | -- | -- | -- | -- | --- |
|  | 1.   | Dumbarton          | 67 | 36 | 19 | 10 | 7  | 65 | 36 | +29 |
|  | 2.   | Cowdenbeath        | 63 | 36 | 18 | 9  | 9  | 48 | 34 | +14 |
|  | 3.   | East Stirlingshire | 61 | 36 | 19 | 4  | 13 | 57 | 50 | +7  |
|  | 4.   | Stenhousemuir      | 56 | 36 | 16 | 8  | 12 | 55 | 46 | +9  |
|  | 5.   | Montrose           | 54 | 36 | 16 | 6  | 14 | 47 | 48 | −1  |
|  | 6.   | Forfar Athletic    | 51 | 36 | 14 | 9  | 13 | 53 | 51 | +2  |
|  | 7.   | Annan Athletic     | 50 | 36 | 14 | 8  | 14 | 56 | 45 | +11 |
|  | 8.   | Albion Rovers      | 39 | 36 | 11 | 6  | 19 | 39 | 47 | −8  |
|  | 9.   | Berwick Rangers    | 37 | 36 | 10 | 7  | 19 | 46 | 61 | −15 |
|  | 10.  | Elgin City         | 26 | 36 | 7  | 5  | 24 | 31 | 79 | −48 |

Legenda:

      Campione di Third Division e promossa in Second Division
      Ammesse ai play-off per la Second Division
Note:

Tre punti a vittoria, uno a pareggio, zero a sconfitta.

## Play-off promozione
Ai play-off partecipano la 2ª, 3ª e 4ª classificata della Third Division (Cowdenbeath, East Stirlingshire, Stenhousemuir) e la 9ª classificata della Second Division 2008-2009 (Queen's Park).

### Semifinali
| Squadra 1          | Totale | Squadra 2    | Andata | Ritorno |
| ------------------ | ------ | ------------ | ------ | ------- |
| East Stirlingshire | 2 – 3  | Cowdenbeath  | 1 – 2  | 1 – 1   |
| Stenhousemuir      | 2 – 1  | Queen's Park | 2 – 1  | 0 - 0   |

### Finale
| Squadra 1   | Totale | Squadra 2     | Andata | Ritorno               |
| ----------- | ------ | ------------- | ------ | --------------------- |
| Cowdenbeath | 0 – 0  | Stenhousemuir | 0 – 0  | 0 – 0 (dts) (4-5 dcr) |